# Friday (filme)
Friday (no Brasil Sexta-feira em Apuros) é um filme de comédia de amigos norte-americano de 1995 dirigido por F. Gary Gray e escrito por Ice Cube e DJ Pooh. Trata-se do primeiro filme da trilogia Friday, sendo estrelada por Ice Cube, Chris Tucker, Nia Long, Tiny "Zeus" Lister Jr., Regina King, Anna Maria Horsford, Bernie Mac e John Witherspoon. O longa segue os amigos desempregados Craig Jones (Ice Cube) e Smokey (Tucker), que enfrentam problemas depois de ficarem endividados com um traficante de drogas, enquanto também enfrentam o valentão de sua vizinhança localizada no centro-sul de Los Angeles.
Ao desenvolver Friday, Ice Cube e DJ Pooh buscaram neutralizar a representação violenta vista frequentemente em filmes de subúrbio e se basearam em experiências pessoais ao escrever o roteiro. Os preparativos para o filme começaram depois que a dupla conseguiu garantir financiamento da New Line Cinema, que concedeu apoio em troca de um comediante experiente em um dos papéis principais; Ice Cube e DJ Pooh rapidamente escolheram Tucker durante a seleção de elenco. Anteriormente conhecido por dirigir videoclipes, Gray realizou sua estreia como diretor de cinema em Friday.
O filme foi lançado nos cinemas dos Estados Unidos em 26 de abril de 1995, pela New Line. Recebeu críticas positivas dos críticos, muitos dos quais elogiaram as sequências cômicas, a escrita e as performances de atuação, particularmente de Tucker, o que fez de Friday um dos seus trabalhos mais conhecidos. O longa também foi um sucesso comercial, arrecadando um pouco mais de US$ 28 milhões em todo o mundo contra um orçamento de cerca de US$ 3,5 milhões. Posteriormente, o filme obteve um grande culto de seguidores, inspirando vários memes da internet e referências à cultura pop, originando ainda duas sequências: Next Friday (2000) e Friday After Next (2002).

## Enredo
Craig Jones, um jovem preguiçoso demitido recentemente e desempregado que mora num subúrbio ao sul de Los Angeles, passa a sexta-feira com seu melhor amigo Smokey, um desajustado traficante e usuário de drogas. A dupla fuma uma remessa negociada de maconha, que Smokey foi encarregado de vender para seu fornecedor de drogas, Big Worm. Worm tenta cobrar seu dinheiro de Smokey, que acaba envolvendo Craig no processo, sujeitando ambos ao seu ultimato: se eles não conseguirem pagar US$ 200 até as 22h daquela noite, Craig e Smokey serão mortos.
Craig tenta pedir dinheiro emprestado a várias pessoas, incluindo sua mãe Betty, sua irmã Dana e a sua namorada ciumenta Joi, com esta se recusando sob a suposição de que Craig está sendo infiel à viciada em drogas local e aproveitadora Felisha e sua irmã Debbie. Craig toma para si uma arma de seu pai para se proteger e levar Smokey para casa, mas seu pai, Willie, diz a ele que ele precisa usar os punhos em vez de armas para se ajudar. Ele também informa Craig que seu antigo supervisor da empresa a qual ele foi demitido ligou e quer vê-lo no dia seguinte.
Smokey vende algumas drogas para Hector, um antigo companheiro de fumo. Ao mesmo tempo, Deebo, o valentão da vizinhança, força Smokey a invadir a casa do vizinho Stanley para realizar um furto, com eles conseguindo roubar US$ 200 do imóvel, embora Deebo tome todo o dinheiro para si. O valentão então vai embora com a bicicleta de Red, um dos amigos de Smokey e Craig, que ele também havia tomado para si após inicialmente "pega-la emprestada" de Red, tomando dele também sua corrente de ouro.
Um tempo depois, Smokey tenta recuperar o dinheiro de Deebo, que está dormindo com Felisha em sua casa, mas falha devido à interferência do ladrão mesquinho Ezal. Vendo Deebo acordado, Craig e Smokey notam um carro dirigindo devagar e, suspeitando de um tiroteio, eles se escondem no quarto de Craig até a noite. Depois de não conseguirem contatar Big Worm, e com as 22h se aproximando, eles retornam para fora, mas são forçados a fugir dos homens de Big Worm que surgem na rua numa van preta com os faróis apagados, dando início a um tiroteio.
Após a confusão, os vizinhos saem de suas casas assustados por conta do barulho dos tiros. Debbie confronta Deebo por bater em Felisha, assumindo que Felisha estava por trás da tentativa de roubo de Smokey. Quando Craig e Smokey chegam, Deebo começa a intimidar Debbie dando socos nela, derrubando-a no chão, levando a uma briga violenta entre ele e Craig. Craig sai vitorioso ao derrotá-lo defendendo Debbie. Quando Deebo é nocauteado por Craig, Smokey rouba os US$ 200 do valentão enquanto Red recupera sua corrente de ouro e bicicleta roubadas. Debbie cuida dos ferimentos de Craig. Quando a meia-noite chega, Craig termina com Joi no telefone, em favor de Debbie.
Pelo telefone, Smokey acerta sua dívida com Big Worm, dizendo que não venderá mais drogas e que está pronto para iniciar uma reabilitação. Entretanto, ao desligar a ligação, Smokey acende um baseado e termina o filme olhando para a câmera dizendo: "Eu tava de brincadeira! E você sabe disso, mané!"

## Elenco
- Ice Cube como Craig Jones
- Chris Tucker como Smokey[4]
- Nia Long como Debbie
- Tiny "Zeus" Lister Jr. como Deebo
- John Witherspoon como Sr. William "Willie" Jones
- Anna Maria Horsford como Sra. Betty Jones
- Regina King como Dana Jones
- Paula Jai Parker como Joi
- Bernie Mac como Pastor Clever
- Angela Means como Felisha
- Faizon Love como "Big Worm"
- Anthony Johnson como Ezal
- Yvette Wilson como Rita
- Vickilyn Reynolds como Joann
- DJ Pooh como "Red"
- Tony Cox como Sr. Parker
- Kathleen Bradley como Sra. Parker
- Demetrius Navarro como Hector
- Reynaldo Rey como pai do Red
- Ronn Riser como Stanley
- Justin Revoner como criança #1
- Meagan Good como criança #2
- Terri J. Vaughn como China
- F. Gary Gray como funcionário da loja
- James Bose Smith como Chris "Lil Chris"
- LaWanda Page como Testemunha de Jeová
- WC como um dos bandidos de Big Worm
- Michael Clarke Duncan como jogador de dados (não creditado)

## Produção
Antes do lançamento de Friday, filmes como Boyz n the Hood (de 1991, também estrelado por Ice Cube) e Colors (1988) retratavam a vida nos bairros suburbanos das cidades americanas como violenta e ameaçadora. Ice Cube e DJ Pooh sentiram que esses tipos de filmes não retratavam o quadro completo da vida nas periferias, faltando um elemento mais alegre, com Ice Cube dizendo mais tarde, "nós nos divertíamos no bairro. Costumávamos andar pela vizinhança". Portanto, Cube e Pooh decidiram criar um filme que focasse mais esse ambiente.
O roteiro da versão final do filme foi o terceiro que Ice Cube escreveu, uma vez que os dois anteriores não foram desenvolvidos. Com o filme, Ice Cube pretendia fazer um "clássico de bairro", um que pudesse ser "[assistido] repetidamente". De acordo com Cube, a maior parte do filme é autobiográfica, com grande parte de Friday sendo baseada em eventos que ocorreram em seu bairro enquanto Cube crescia. Smokey foi baseado na experiência antiga de DJ Pooh como um traficante de drogas, enquanto a demissão de Craig em pleno dia de folga foi baseado num fato ocorrido com um primo de Ice Cube, que estava trabalhando como entregador para a United Parcel Service (UPS) na época.
Antes de escrever o roteiro, a dupla percebeu que sua inexperiência como cineastas dificilmente atrairia os grandes estúdios de cinema de Hollywood e lançou a ideia de autofinanciar o filme. Por um tempo, a ideia de fazer o filme em preto e branco foi considerada para economizar dinheiro, antes que a dupla decidisse abordar a New Line Cinema sobre a produção do filme, que havia alcançado sucesso com a franquia House Party, que empregava um estilo de comédia que Cube e Pooh pretendiam replicar.
A New Line Cinema concordou em financiar a produção, mas solicitou que o papel de Smokey, originalmente previsto para DJ Pooh, fosse interpretado por alguém com mais experiência. Com isso, os comediantes Chris Rock e Tommy Davidson passaram a ser considerados para o papel de Smokey. Ice Cube e Pooh imediatamente decidiram por Chris Tucker, após descobrirem seu talento no programa Def Comedy Jam da HBO. No entanto, a primeira audição de Tucker foi mal recebida, mas uma segunda chance foi concedida ao ator, que ganhou mais tempo para se preparar melhor para a segunda audição. Tucker logo contatou Angela Means para que esta o ajudasse a se preparar.
Ice Cube recebeu licença para selecionar o diretor do filme e decidiu por F. Gary Gray, que tinha experiência apenas com videoclipes. Gray já havia trabalhado com Ice Cube em diversas ocasiões e também tinha como objetivo estabelecer uma posição em Hollywood por meio de um curta-metragem. Ice Cube, em vez disso, ofereceu-lhe o cargo de diretor de Friday, atraído pelo fato de que ele e Gray tinham origens semelhantes, sentindo que um diretor com o mesmo histórico vivendo nas periferias capturaria com precisão a estética do filme.
Gray declarou que Ice Cube estrelando uma comédia o "assustou pra caramba", pois ele duvidava que o público comprasse Cube interpretando um papel tão diferente de sua persona pública. Gray explicou: "Ice Cube era o homem mais durão da América. E quando você pega alguém [que] entrega questões sociais contundentes em raps de gangster, e que tem uma visão forte sobre política, você nunca pensaria em comédia".

## Trilha sonora
Um álbum da trilha sonora do filme foi lançado em 11 de abril de 1995. O álbum, lançado pela gravadora Priority Records, contem a faixa "Keep Their Heads Ringin'" interpretada por Dr. Dre, que alcançou a posição número 10 na Billboard Hot 100. O disco também alcançou o primeiro lugar na parada de álbuns Billboard 200.

## Lançamento
Friday foi lançado em 26 de abril de 1995 nos Estados Unidos, 30 de junho de 1995 no Reino Unido, e 5 de outubro de 1995 na Austrália. O filme teve um relançamento limitado nos cinemas em homenagem ao seu vigésimo aniversário em 20 de abril de 2015, por apenas uma noite.

### Mídia doméstica
O filme foi lançado em VHS em 10 de outubro de 1995, em DVD em 2 de março de 1999 e em Blu-ray em 8 de setembro de 2009.[carece de fontes?]

## Recepção
A comédia arrecadou US$ 6.589.341 em seu fim de semana de estreia, estreando em segundo lugar (perdendo apenas para While You Were Sleeping) nas bilheterias em 865 cinemas, com uma média de US$ 7.617 por cinema. O filme arrecadou US$ 27.467.564 na América do Norte, contra um orçamento estimado em US$ 3,5 milhões, se tornando um sucesso comercial.
O Rotten Tomatoes dá ao filme uma taxa de aprovação de 77% com base em 30 avaliações, com uma classificação média de 6,4/10; o consenso crítico do site diz: "O que Friday pode não ter em construção tensa ou talento de direção, mais do que compensa com seu humor vibrante (embora consistentemente grosseiro) e as performances charmosas e enérgicas de seus protagonistas". O Metacritic dá ao filme uma pontuação 54/100, com base em nove avaliações, indicando "avaliações mistas ou médias".

## Legado
O filme obteve um grande culto de seguidores desde seu lançamento. Uma cena do filme se tornou um meme da internet: "Bye, Felicia", que é uma frase destinada a dispensar uma pessoa indesejada. O ex-jogador de futebol americano James Harrison, que jogou no Pittsburgh Steelers, juntamente com Deebo Samuel do San Francisco 49ers, são ambos apelidados de "Deebo" em referência ao personagem do filme.
O diretor Quentin Tarantino considerou Friday um dos seus vinte filmes favoritos produzidos entre 1992 a 2009.
O rapper americano Kendrick Lamar fez referência ao personagem Deebo em sua canção de 2024 "Not Like Us", uma faixa diss dirigida ao rapper canadense Drake, traçando paralelos entre ele e o personagem.

### Sequências
O sucesso do filme gerou duas continuações: Next Friday (2000) e Friday After Next (2002). Uma quarta parcela, provisoriamente intitulada "Last Friday", está em desenvolvimento há vários anos. O filme também inspirou uma série animada, intitulada Friday: The Animated Series, que estreou na televisão americana pela MTV2 no verão de 2007.